# Levierella fabroniacea
Levierella fabroniacea är en bladmossart som beskrevs av C. Müller 1897. Levierella fabroniacea ingår i släktet Levierella och familjen Fabroniaceae. Inga underarter finns listade i Catalogue of Life.